# Fritz Dopfer
Fritz Dopfer (Innsbruck, 24 augustus 1987) is een Duits-Oostenrijks alpineskiër. Hij vertegenwoordigde Duitsland op de Olympische Winterspelen 2014 in Sotsji en op de Olympische Winterspelen 2018 in Pyeongchang.

## Carrière
Dopfer maakte zijn wereldbekerdebuut in oktober 2007 tijdens de reuzenslalom in Sölden. In januari 2010 scoorde hij in Kranjska Gora zijn eerste wereldbekerpunten. Op de wereldkampioenschappen alpineskiën 2011 in Garmisch-Partenkirchen eindigde Dopfer als vijftiende op de reuzenslalom en als 21e op de slalom. Op 4 december 2011 eindigde hij een eerste keer op het podium van een wereldbekerwedstrijd: op de reuzenslalom van Beaver Creek eindigde hij op een derde plaats. In Schladming nam Dopfer deel aan de wereldkampioenschappen alpineskiën 2013. Op dit toernooi eindigde hij als zevende op zowel de slalom als de reuzenslalom, samen met Lena Dürr, Maria Höfl-Riesch, Veronique Hronek, Stefan Luitz en Felix Neureuther behaalde hij de bronzen medaille in de landenwedstrijd. Tijdens de Olympische Winterspelen van 2014 in Sotsji eindigde hij als vierde op de slalom en als twaalfde op de reuzenslalom.
Op de wereldkampioenschappen alpineskiën 2015 in Beaver Creek veroverde Dopfer de zilveren medaille op de slalom, op de reuzenslalom eindigde hij op de vijftiende plaats. Tijdens de Olympische Winterspelen van 2018 in Pyeongchang eindigde hij als twintigste op de slalom en als 26e op de reuzenslalom, in de landenwedstrijd eindigde hij samen met Lena Dürr, Marina Wallner, Alexander Schmid en Linus Straßer op de vijfde plaats.

## Resultaten

### Titels
Duits kampioen reuzenslalom – 2010, 2012
Duits kampioen slalom – 2011, 2013, 2018

### Olympische Spelen
| Jaar | Plaats      | Resultaten                                     |
| ---- | ----------- | ---------------------------------------------- |
| 2014 | Sotsji      | 4e Slalom 12e Reuzenslalom                     |
| 2018 | Pyeongchang | 20e Slalom 26e Reuzenslalom 5e Landenwedstrijd |

### Wereldkampioenschappen
| Jaar | Plaats                 | Resultaten                                    |
| ---- | ---------------------- | --------------------------------------------- |
| 2011 | Garmisch-Partenkirchen | 15e Reuzenslalom 21e Slalom                   |
| 2013 | Schladming             | 7e Reuzenslalom · 7e Slalom · Landenwedstrijd |
| 2015 | Beaver Creek           | Slalom · 15e Reuzenslalom                     |

### Wereldbeker

#### Eindklasseringen
| Seizoen   | Algm | SL  | RS  |
| --------- | ---- | --- | --- |
| 2009/2010 | 122e | -   | 38e |
| 2010/2011 | 70e  | 30e | 30e |
| 2011/2012 | 20e  | 8e  | 7e  |
| 2012/2013 | 11e  | 7e  | 9e  |
| 2013/2014 | 11e  | 7e  | 7e  |
| 2014/2015 | 5e   | 5e  | 4e  |
| 2015/2016 | 17e  | 7e  | 21e |
| 2016/2017 | 102e | 37e | 54e |
| 2017/2018 | 43e  | 23e | 28e |
| 2018/2019 | 113e | 56e | 39e |
| 2019/2020 | 143  | 53e | -   |